# Pomacea glauca
Pomacea glauca és una espècie de mol·lusc gastròpode d'aigua dolça de la família Ampullaridae originària del nord de Sud-amèrica. El gènere conté els caragols d'aigua dolça més grans de la terra. A Àsia i Europa és considerada com una espècie invasora. A la Unió Europea el seu transport, comerç i tinença són prohibits.

## Descripció
La conquilla mitjana, tendent a discoïdal és de color verdós (grogós a brunenc); sovint amb bandes espirals amples i espaiades. L'obertura és piriforme estreta, amb l'extrem inferior prominent. L'espira és obtusa, molt baixa, la sutura indentada i umbilic ample. El cos tou és de color gris clar o bru, amb negrós damunt. Els ous grans (diàmetre de 3 a 5 mm) força enganxat, són verds, però altres espècies també ponen ous verds, el color no basta per a distingir-les. Són herbívors i mengen qualsevol planta, excepte Microsorum pteropus i algues verdes, i per això poc aficionats per a aquaris, tot i que la tinança n'és prohibit a la Unió Europea. Són amfibis, s'amaguen sota l'aigua durant el dia i són més actius la nit, quan surten a la terra ferma i cerquen plantes comestibles.

## Distribució
És originari de Bolívia, Veneçuela, Trinidad, Surinam, Guadalupe, la Guaiana Francesa i Britànica i el nord-oest del Brasil.